# Misgolas dereki
Misgolas dereki là một loài nhện trong họ Idiopidae.
Loài này thuộc chi Misgolas. Misgolas dereki được G. Wishart miêu tả năm 1992.